# Coulommiers (Sena i Marne)
Coulommiers és un municipi francès, situat al departament de Sena i Marne i a la regió d'Illa de França. L'any 2007 tenia 13.649 habitants.
Forma part del cantó de Coulommiers, del districte de Meaux i de la Comunitat de comunes del Pays de Coulommiers.

## Demografia

### Població
El 2007 la població de fet de Coulommiers era de 13.649 persones. Hi havia 5.968 famílies, de les quals 2.298 eren unipersonals (909 homes vivint sols i 1.389 dones vivint soles), 1.490 parelles sense fills, 1.507 parelles amb fills i 673 famílies monoparentals amb fills.
La població ha evolucionat segons el següent gràfic:
Habitants censats

### Habitatges
El 2007 hi havia 6.663 habitatges, 6.111 eren l'habitatge principal de la família, 81 eren segones residències i 471 estaven desocupats. 2.527 eren cases i 3.978 eren apartaments. Dels 6.111 habitatges principals, 2.247 estaven ocupats pels seus propietaris, 3.579 estaven llogats i ocupats pels llogaters i 285 estaven cedits a títol gratuït; 364 tenien una cambra, 902 en tenien dues, 1.693 en tenien tres, 1.602 en tenien quatre i 1.550 en tenien cinc o més. 3.221 habitatges disposaven pel capbaix d'una plaça de pàrquing. A 3.213 habitatges hi havia un automòbil i a 1.438 n'hi havia dos o més.

### Piràmide de població
La piràmide de població per edats i sexe el 2009 era:
| Homes | Edats   | Dones |
| ----- | ------- | ----- |
| 4     | 95 o +  | 24    |
| 28    | 90 a 94 | 44    |
| 76    | 85 a 89 | 160   |
| 40    | 80 a 84 | 176   |
| 176   | 75 a 79 | 328   |
| 228   | 70 a 74 | 356   |
| 244   | 65 a 69 | 320   |
| 272   | 60 a 64 | 332   |
| 260   | 55 a 59 | 304   |
| 396   | 50 a 54 | 392   |
| 480   | 45 a 49 | 484   |
| 480   | 40 a 44 | 472   |
| 488   | 35 a 39 | 560   |
| 452   | 30 a 34 | 508   |
| 520   | 25 a 29 | 552   |
| 441   | 20 a 24 | 456   |
| 532   | 15 a 19 | 484   |
| 508   | 10 a 14 | 400   |
| 528   | 5 a 9   | 520   |
| 448   | 0 a 4   | 380   |

## Economia
El 2007 la població en edat de treballar era de 8.902 persones, 6.501 eren actives i 2.401 eren inactives. De les 6.501 persones actives 5.606 estaven ocupades (2.964 homes i 2.642 dones) i 895 estaven aturades (412 homes i 483 dones). De les 2.401 persones inactives 729 estaven jubilades, 868 estaven estudiant i 804 estaven classificades com a «altres inactius».

### Ingressos
El 2009 a Coulommiers hi havia 6.289 unitats fiscals que integraven 14.306,5 persones, la mediana anual d'ingressos fiscals per persona era de 16.958 €.

### Activitats econòmiques
Dels 877 establiments que hi havia el 2007, 8 eren d'empreses extractives, 14 d'empreses alimentàries, 4 d'empreses de fabricació de material elèctric, 26 d'empreses de fabricació d'altres productes industrials, 68 d'empreses de construcció, 305 d'empreses de comerç i reparació d'automòbils, 19 d'empreses de transport, 53 d'empreses d'hostatgeria i restauració, 14 d'empreses d'informació i comunicació, 45 d'empreses financeres, 49 d'empreses immobiliàries, 70 d'empreses de serveis, 138 d'entitats de l'administració pública i 64 d'empreses classificades com a «altres activitats de serveis».
Dels 203 establiments de servei als particulars que hi havia el 2009, 1 era una comissaria de policia, 1 oficina d'administració d'Hisenda pública, 2 oficines del servei públic d'ocupació, 1 gendarmeria, 3 oficines de correu, 9 oficines bancàries, 4 funeràries, 14 tallers de reparació d'automòbils i de material agrícola, 2 tallers d'inspecció tècnica de vehicles, 2 establiments de lloguer de cotxes, 7 autoescoles, 9 paletes, 12 guixaires pintors, 10 fusteries, 15 lampisteries, 11 electricistes, 6 empreses de construcció, 18 perruqueries, 3 veterinaris, 3 agències de treball temporal, 37 restaurants, 23 agències immobiliàries, 5 tintoreries i 5 salons de bellesa.
Dels 138 establiments comercials que hi havia el 2009, 1 era, 5 supermercats, 2 grans superfícies de material de bricolatge, 4 botiges de menys de 120 m², 13 fleques, 6 carnisseries, 1 una carnisseria, 1 una botiga de congelats, 6 llibreries, 39 botigues de roba, 8 botigues d'equipament de la llar, 8 sabateries, 7 botigues d'electrodomèstics, 6 botigues de mobles, 6 botigues de material esportiu, 1 una botiga de material esportiu, 3 drogueries, 7 perfumeries, 4 joieries i 10 floristeries.

## Equipaments sanitaris i escolars
El 2009 hi havia 1 hospital de tractaments de curta durada, 1 hospital de tractaments de mitja durada (seguiment i rehabilitació, 1 un hospital de tractaments de llarga durada, 3 psiquiàtrics, 1 centre d'urgències, 1 maternitat, 6 farmàcies i 2 ambulàncies.
El 2009 hi havia 3 escoles maternals i 4 escoles elementals. A Coulommiers hi havia 3 col·legis d'educació secundària i 2 liceus d'ensenyament general. Als col·legis d'educació secundària hi havia 1.302 alumnes i als liceus d'ensenyament general 1.971.
Coulommiers disposava d'un centre de formació no universitària superior de formació sanitària. Disposava d'una unitat de formació universitària i recerca.

## Poblacions més properes
El següent diagrama mostra les poblacions més properes.